# Douglas Scarp
Das Douglas Scarp ist ein Felsenkliff im Australischen Antarktis-Territorium. Am nordwestlichen Ausläufer der Britannia Range ragt es am westlichen Ende des Turnstile Ridge auf.
Das Advisory Committee on Antarctic Names benannte es im Jahr 2009 nach Patricia Douglas, Logistikerin des United States Antarctic Program auf der Amundsen-Scott-Südpolstation von 2002 bis 2009.